# Объединённые ветераны Конфедерации

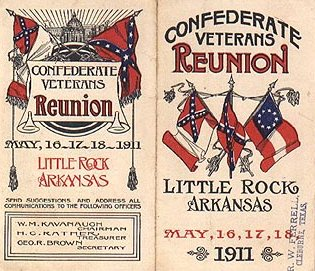
Брошюра со встречи

«Объединённые ветераны Конфедерации» (англ. United Confederate Veterans, UCV) — организация бывших солдат и моряков армии Конфедеративных Штатов, сражавшихся во время Гражданской войны. Объединение было создано 10 июня 1889 года в Луизиане, штаб-квартира находилась в Новом Орлеане. Своё существование организация прекратила 31 декабря 1951 года со смертью последнего ветерана Конфедерации. Преемником «Ветеранов Конфедерации» стала некоммерческая благотворительная организация «Сыны ветеранов Конфедерации» (англ. Sons of Confederate Veterans).

## История
До 1889 года у ветеранов Конфедерации не было единой организации, подобной той, которая была у ветеранов армии Союза. На местном и региональном уровне существовало несколько отдельных братских и мемориальных групп. На встрече в Новом Орлеане, штат Луизиана, в 1889 году, некоторые из этих групп объединились и сформировали объединённую ассоциацию ветеранов Конфедерации.

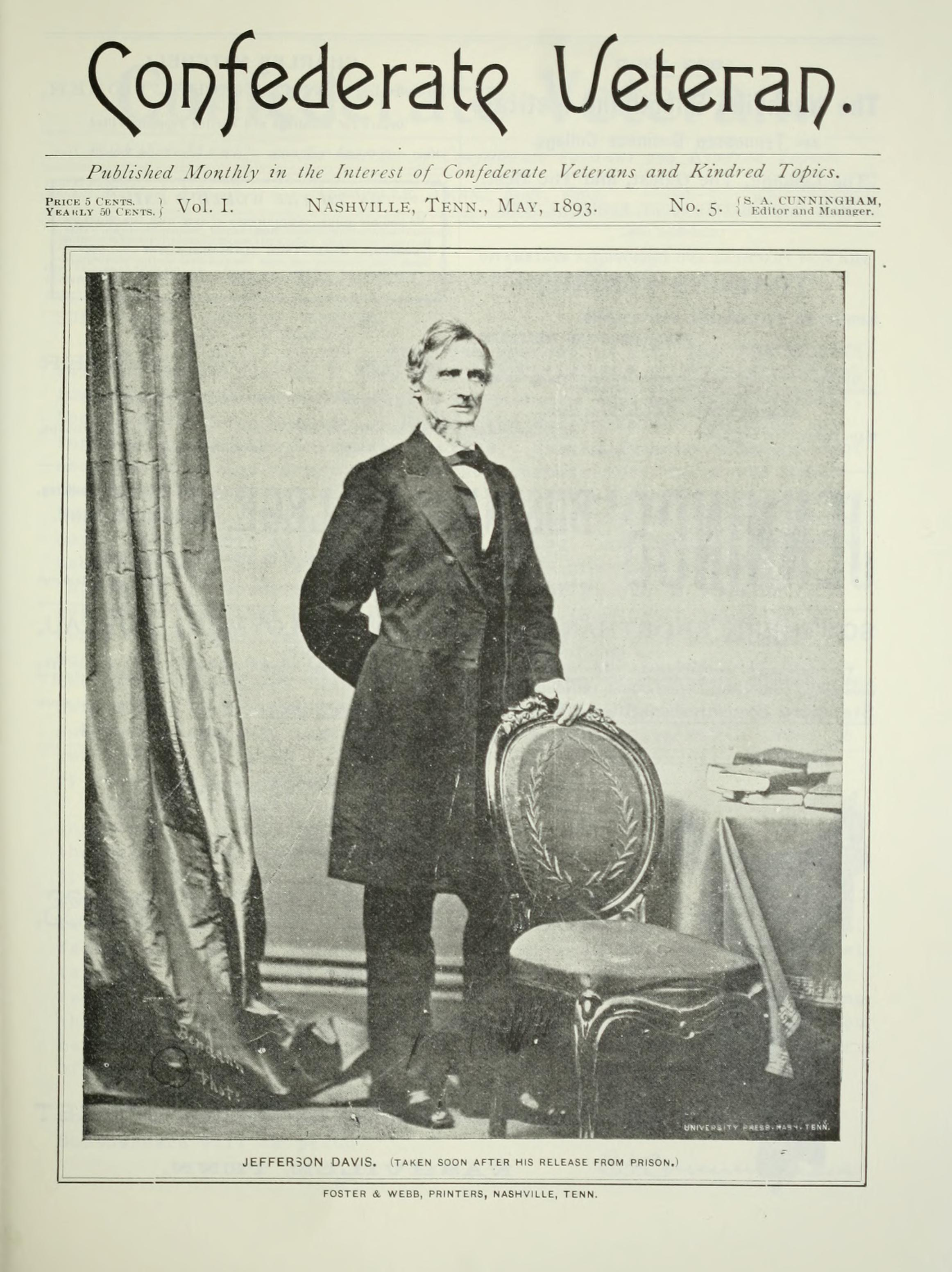
Выпуск журнала «Confederate Veteran» с фотографией Джефферсона Дэвиса на обложке

Организация была основана в качестве благотворительного, исторического, социального и литературного объединения. Основными своими целями, организация видела обеспечение вдов и сирот, потерявших кормильца, воевавшего на стороне Юга, сохранение материальных предметов памяти и реликвий, уход за инвалидами бывших солдат, сохранение записей о службе членов объединения, организация встреч и братских собраний. На пике членства в Объединённых ветеранах Конфедерации состояло примерно 160 000 бывших солдат армии КША, организованных в 1885 местных группах.
Также выпускался популярный среди членов журнал под названием «Confederate Veteran», со статьями о событиях во время войны и предоставлявший нечто вроде форума, для поиска потерянных и пропавших без вести товарищей по оружию. Число читателей всегда значительно превышало тираж из-за большого количества местных единиц организации, одна локальное объединение получало один или два экземпляра для своих многочисленных обитателей. За первый год издания, например, в среднем печаталось 6500 экземпляров, однако, по оценкам Каннингема, двенадцатый номер читали пятьдесят тысяч человек.
Рост объединения длился до 1903 и 1904 годов, когда ветераны начали умирать, и организация стала приходить в постепенный упадок.

## Наследие
1 июля 1896 статус организации-правопреемника получило объединение «Сыны ветеранов Конфедерации» (англ. Sons of Confederate Veterans), основанная в Ричмонде, штат Вирджиния. Аналогичное объединение было создано женскими потомками в 1894 году, называвшееся «Объединённые дочери Конфедерации» (англ. United Daughters of the Confederacy), было организовано в Нэшвилле, штат Теннесси.